# Pyeonghwa Motors
Pyeonghwa Motors (Hangul: 평화자동차) (Hancha: 平和自動車), hay gọi tắt là Pyonghwa, trong tiếng Triều Tiên có nghĩa là Hòa bình, là một hãng sản xuất và phân phối ô tô tại Cộng hòa Dân chủ Nhân dân Triều Tiên. Là một liên doanh ở Nampo giữa Pyonghwa Motors ở Seoul (Hàn Quốc), một công ty sở hữu bởi Giáo hội Thống Nhất của Sun Myung Moon, và công ty nhà nước Ryonbong General Corp của CHDCND Triều Tiên. Công ty liên doanh sản xuất xe ô tô cỡ nhỏ theo giấy phép từ Fiat và Brilliance China Auto, một dòng xe tải nhỏ và một dòng SUV sử dụng toàn bộ linh kiện và thiết bị từ nhà sản xuất Dandong Shuguang của Trung Quốc, và một mẫu xe sang trọng theo thiết kế của Mercedes-Benz/SsangYong.
Pyeonghwa có độc quyền sản xuất và phân phối xe ô tô sử dụng ở Triều Tiên. Tuy nhiên, hầu hết người Triều Tiên không thể đủ tiền mua một chiếc xe. Bởi vì thị trường rất nhỏ cho xe ô tô trong nước, số xe xuất xưởng của Pyeonghwa là rất thấp. Năm 2003, chỉ có 314 xe được xuất xưởng mặc dù công xuất của nhà máy có thể đạt 10,000 xe một năm. Erik van Ingen Schenau, tác giả của cuốn sách Automobiles Made in North Korea, ước tính sản lượng của công ty năm 2005 không nhiều hơn 400 xe.

## Lịch sử
- Năm 1999, tháng tư, thành lập bởi Giáo hội Thống Nhất[4]
- Năm 2000 tháng Giêng - liên doanh với Ryonbong được thành lập[cần dẫn nguồn]
- Năm 2002, tháng tư-chi khoảng 55 triệu USD để xây dựng nhà máy,[4][5] dây chuyền sản xuất đầu tiên ở Nampo được hoàn thành và xe Hwiparam đầu tiên được sản xuất[cần dẫn nguồn]
- Năm 2004—Premio và Pronto được giới thiệu[cần dẫn nguồn]
- Năm 2009-kiếm được khoảng 700,000 USD từ việc bán 650 xe, trong đó 500,000 USD được chuyển về Hàn Quốc[4][5]
- Năm 2012—Park Sang-Kwon, Tân chủ tịch Pyeonghwa Motors bắt đầu đàm phán để chấm dứt đầu tư[5]

## Danh sách model

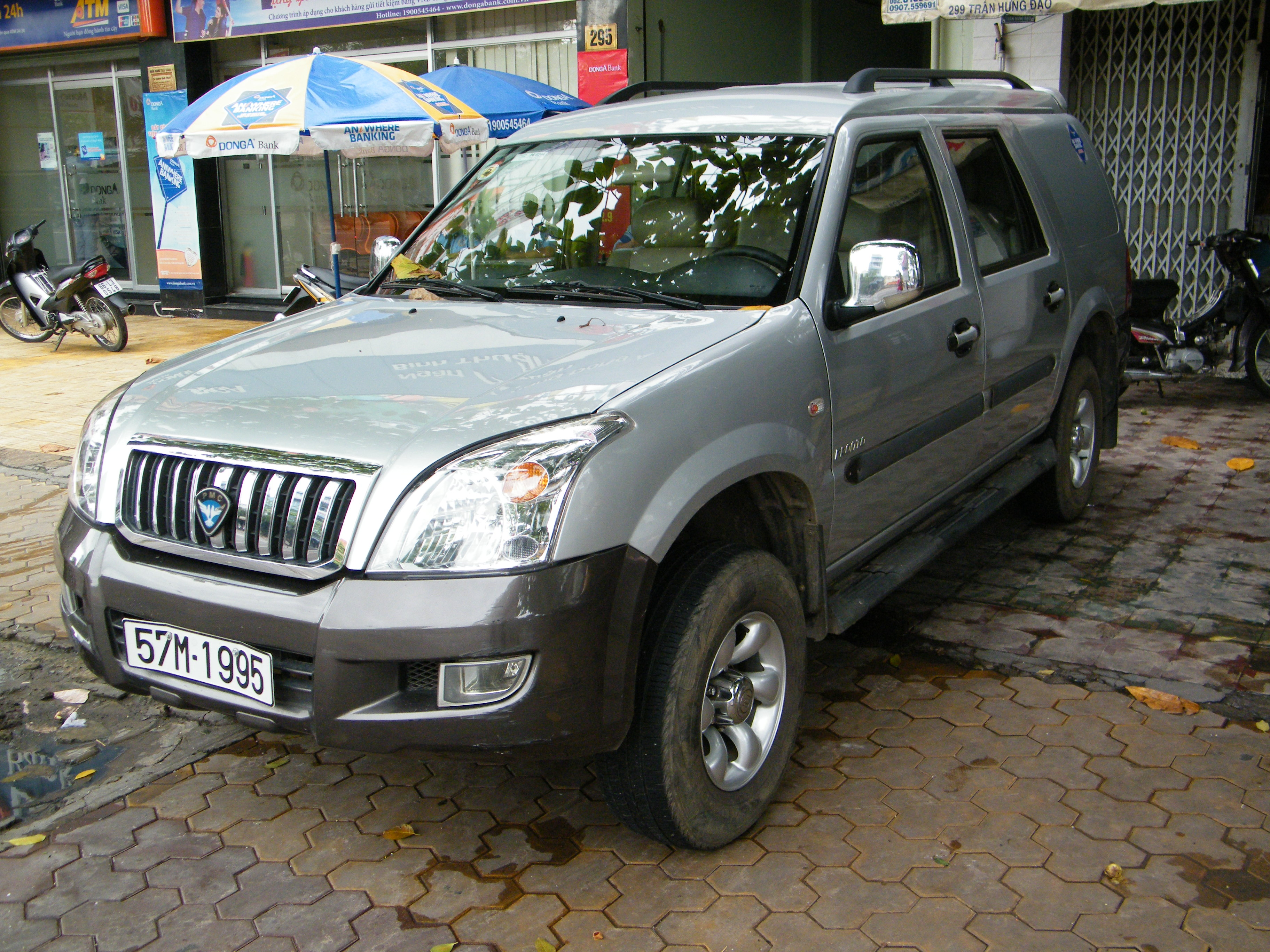
Pyeonghwa Pronto GS.

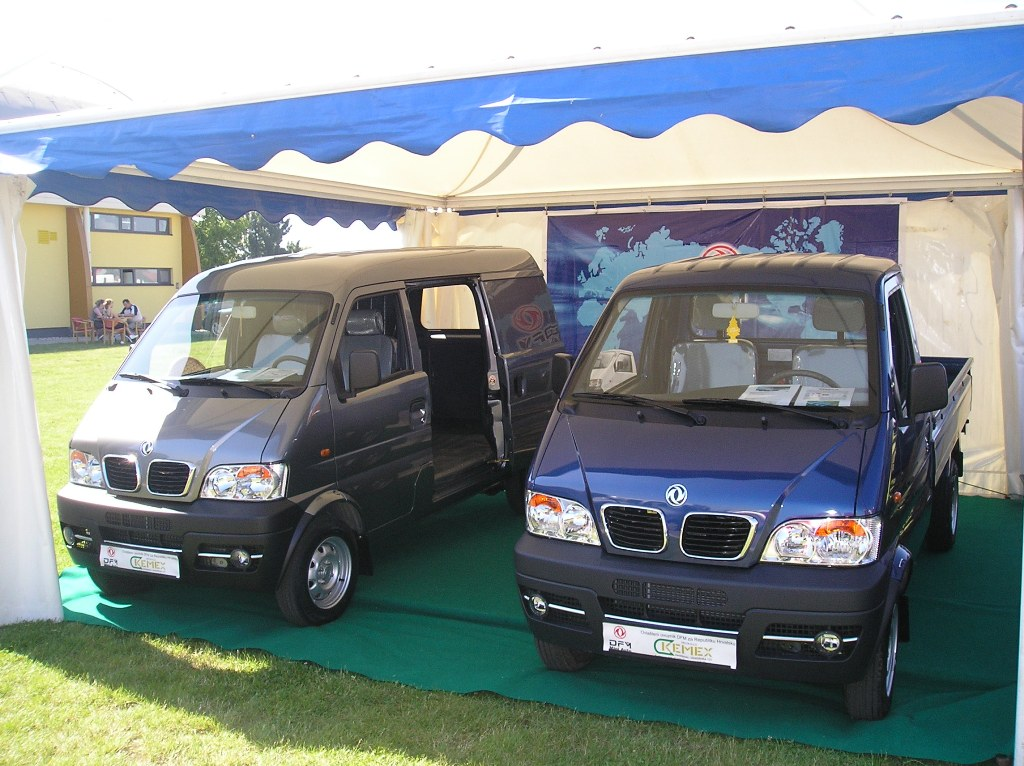
Pyeonghwa Paso 990.

- Hwiparam I, 2000, dựa trên Fiat Siena.[6]
- Hwiparam II, 2007, dựa trên Brilliance Junjie/BS4/M2.[6]
- Hwiparam III, 2010, dựa trên Brilliance FSV.[6]
- Bbeokgugi (Peokkugi) 1, 2003, dựa trên Fiat Doblò.[6]
- Bbeokgugi (Peokkugi) 2, 2004, dựa trên Shuguang SUV 4x2.[6]
- Bbeokgugi (Peokkugi) 3, 2004, dựa trên Shuguang Huanghai.[6]
- Bbeokgugi (Peokkugi) 4, 2005, dựa trên Shuguang Dawn.[6]
- Junma, 2006-2005, laotj sản phẩm của Junma, dựa trên SsangYong Chairman.[6]
- Samcheonri, 2005, dựa trên Jinbei Haise.[6]

## Mô hình xúc tiến và quan hệ đối tác
Mùa hè năm 2006, tạp chí Foreign Trade của chính phủ Triều Tiên North Korean, một tờ báo chuyên quảng cáo các sản phẩm của Triều Tiên, đã công bố một bức ảnh của một chiếc xe hơi sang trọng mới được sản xuất bởi Pyeonghwa, Junma, mà dường như là một phiên bản đổi tên của mẫu xe SsangYong Chairman của Hàn Quốc. Mẫu xe Chairman có phong cách khá giống các xe Mercedes-Benz vốn được các quan chức chính quyền Triều Tiên ưa thích, và thực tế nó cũng dựa trên thiết kế của dòng E-Class.
Năm 2006, Pyeonghwa đã đạt được một thỏa thuận với nhà sản xuất Trung Quốc Brilliance China Auto để lắp ráp mẫu xe tải Jinbei Haise của họ, vốn dựa trên một phiên bản cũ của Toyota Hiace.
Năm 2007, Pyeonghwa giới thiêu mẫu xe Junjie của Brilliance dưới tên gọi Hwiparam II. Bản gốc dựa trên Fiat Hwiparam được đăng lên websites của Pyeonghwa.
Năm 2009, Pyeonghwa công bố lợi nhuận trong các hoạt động ở Triều Tiên của mình.
Các mẫu Premio và Pronto cũng được bán tại Việt Nam do Mekong Auto phân phối. Cả hai đều dữa trên mẫu xe Huanghai. Mekong Auto đã bán các mẫu xe Fiat tại Việt nam từ năm 1995, và mối quan hệ này có thể đã dẫn tới những chiếc xe Fiat được Pyeonghwa lắp ráp tại Triều Tiên.

## Quảng cáo
Pyeonghwa là công ty duy nhất quảng cáo sản phẩm tại CHDCND Triều Tiên. Một loạt các bảng quảng cáo và quảng cáo truyền hình đã được thực hiện trong một nỗ lực để thể hiện cho người dân rằng đất nước của họ có thể sản xuất được ôtô. Các quảng cáo chủ yếu hướng đến đối tượng là các doanh nhân nước ngoài tại Pyongyang, nhưng tạp chí Car and Driver cho rằng Triều Tiên thực sự tuyên truyền nhằm vào người dân địa phương, để làm cho họ tin rằng đất nước của họ là thành công về mặt kinh tế.

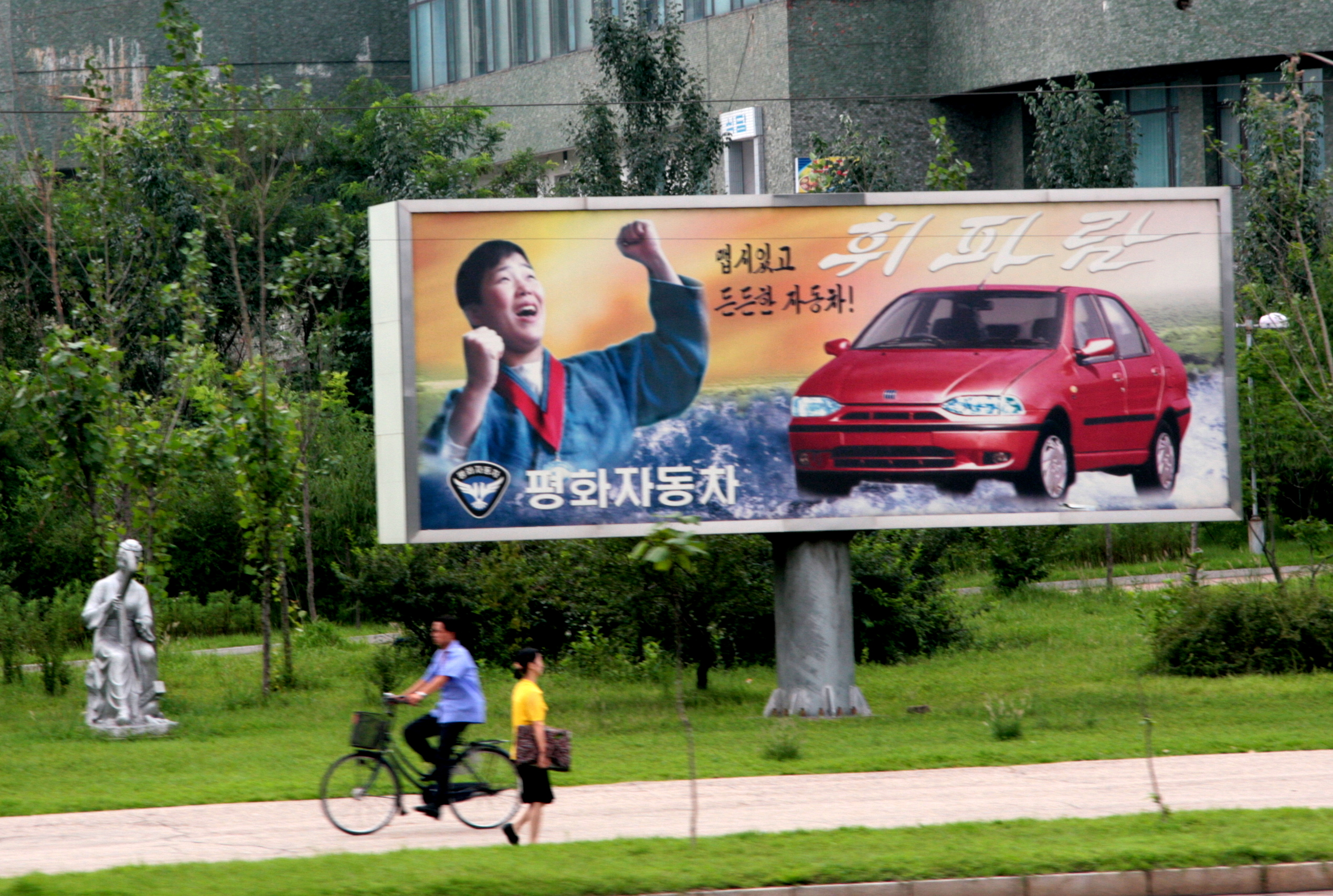
Biển quảng cáo của Pyonghwa Motors giới thiệu mẫu Hwiparam.
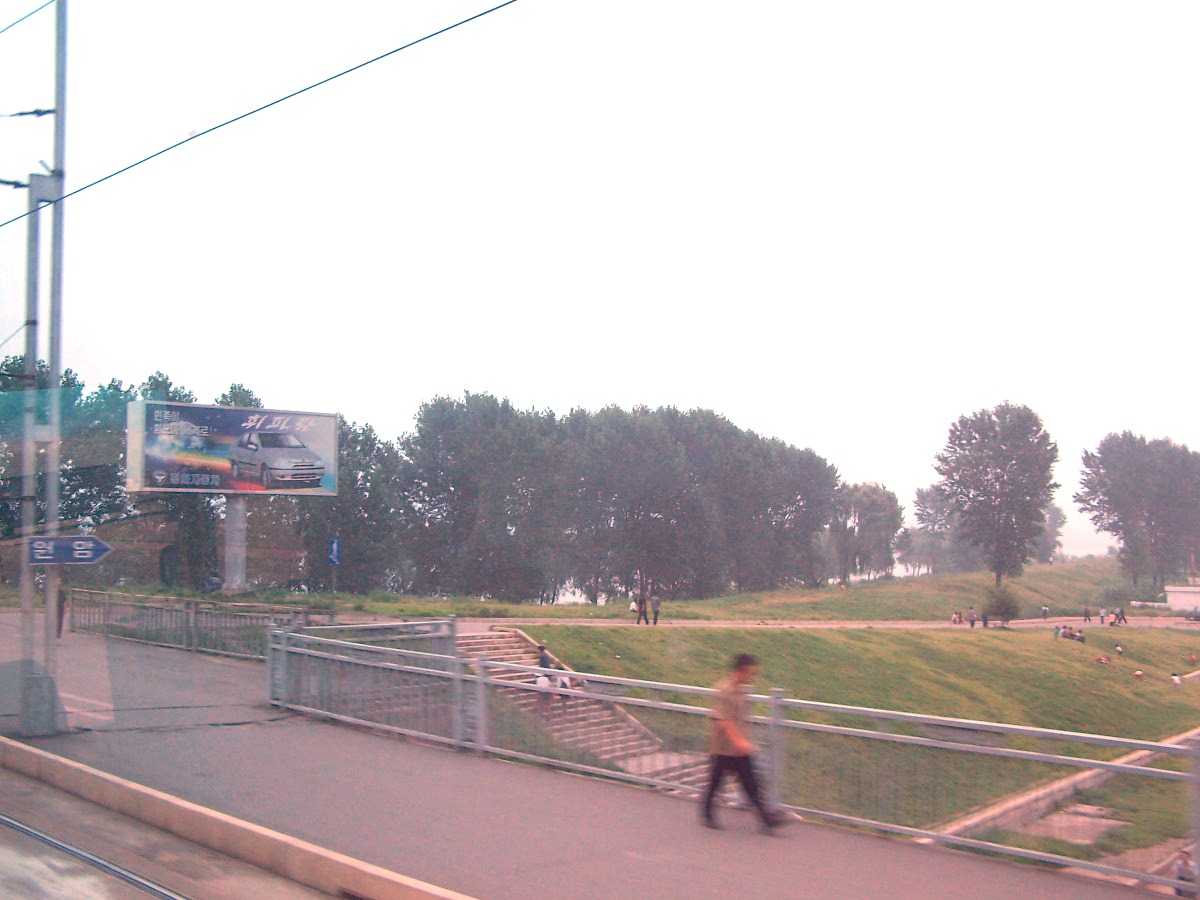
Một biển quảng cáo của "Pyeonghwa Motors" tại Pyongyang.

## Cổ phần góp vốn
- 70% Pyeonghwa Motors (Seoul) (sở hữu bởi Giáo hội Thống nhất)
- 30% Ryonbong Corporation[4][5]